# 陳會要
陳會要，全名《南朝陈会要》，清代朱铭盘著。
朱铭盘取《宋书》、《南齐书》、《梁书》、《南史》、《陈书》和《隋书》中有关〈本纪〉、〈志〉、〈书〉、〈列传〉，分门别类，撰成陳會要。